# Nord-Süd-Bahn (Garzweiler)
| Ein Kohlezug auf der Nord-Süd-Bahn bei Frechen-Habbelrath |                      |                                                       |                                                       |
| Streckenlänge: | 31,5 km              |                                                       |                                                       |
| Spurweite: | 1435 mm (Normalspur) |                                                       |                                                       |
| Stromsystem: | 6,6 kV 50 Hz ~       |                                                       |                                                       |
| |                      |                                                       |                                                       |
| \| \| 31,5 \| Verladestelle Tgb. Garzweiler (Stw. Frimmersdorf) \| Verladestelle Tgb. Garzweiler (Stw. Frimmersdorf) \| \| \| \| Abraumhalde ← ehemaliger Tgb. Frimmersdorf \| \| \| \| \| Bhf. Gustorf ↔ Übergabe DB (DB-Strecke Bedburg–Neuss) \| \| \| \| \| Betriebswerk \| \| \| \| \| Erft \| \| \| \| \| Kw. Frimmersdorf \| \| \| \| 24,0 \| Kw. Neurath ← ehemaliger Tgb. Neurath \| Kw. Neurath ← ehemaliger Tgb. Neurath \| \| \| \| \| \| \| \| 20,2 \| \| \| \| \| \| Kw. Niederaußem + ehem. Tgb. Fortuna-Garsdorf \| \| \| \| \| ← Hambachbahn \| \| \| \| \| Niederaußem → Übergabe DB \| \| \| \| \| ehemaliger Tagebau Bergheim \| \| \| \| 14,8 \| \| \| \| \| \| ehemalige Grube Fischbach \| \| \| \| \| Horremer Brücke über L 361 und DB-Strecke Aachen–Köln \| \| \| \| \| A 4 \| \| \| \| 6,6 \| Betriebswerk Grube Carl \| Betriebswerk Grube Carl \| \| \| \| ehemaliger Tagebau Frechen \| \| \| \| 4,3 \| zur Strecke Köln-Frechen ↔ Übergabe HGK \| zur Strecke Köln-Frechen ↔ Übergabe HGK \| \| \| \| \| \| \| \| \| A 1 \| \| \| \| 0,0 \| Kw. Goldenberg (Stw. Go-West) \| Kw. Goldenberg (Stw. Go-West) \| \| \| \| \| \| \| \| \| \| \| \| \| \| Schwarze Bahn nach Hürth \| \| |                      |                                                       |                                                       |
| Betriebs-/Güterbahnhof Streckenanfang | 31,5                 | Verladestelle Tgb. Garzweiler (Stw. Frimmersdorf)     | Verladestelle Tgb. Garzweiler (Stw. Frimmersdorf)     |
| Betriebs-/Güterbahnhof Strecke bis hier außer Betrieb und quer · Abzweig geradeaus und von rechts |                      | Abraumhalde ← ehemaliger Tgb. Frimmersdorf            | Abraumhalde ← ehemaliger Tgb. Frimmersdorf            |
| Strecke quer · Kreuzung geradeaus unten · Bahnhof quer · Abzweig quer und von links |                      | Bhf. Gustorf ↔ Übergabe DB (DB-Strecke Bedburg–Neuss) | Bhf. Gustorf ↔ Übergabe DB (DB-Strecke Bedburg–Neuss) |
| Abzweig geradeaus, nach links und von links · Blockstelle quer · Strecke nach rechts |                      | Betriebswerk                                          | Betriebswerk                                          |
| Brücke über Wasserlauf |                      | Erft                                                  | Erft                                                  |
| Dienststation / Betriebs- oder Güterbahnhof |                      | Kw. Frimmersdorf                                      | Kw. Frimmersdorf                                      |
| Betriebs-/Güterbahnhof Strecke bis hier außer Betrieb und quer · Abzweig geradeaus und von rechts | 24,0                 | Kw. Neurath ← ehemaliger Tgb. Neurath                 | Kw. Neurath ← ehemaliger Tgb. Neurath                 |
| Strecke · Verschwenkung von rechts |                      |                                                       |                                                       |
| Strecke nach links · Abzweig geradeaus, nach links, von links und von rechts · Abzweig geradeaus, nach rechts und von rechts | 20,2                 |                                                       |                                                       |
| Dienststation / Betriebs- oder Güterbahnhof · Verschwenkung nach links |                      | Kw. Niederaußem + ehem. Tgb. Fortuna-Garsdorf         | Kw. Niederaußem + ehem. Tgb. Fortuna-Garsdorf         |
| Strecke quer · Abzweig geradeaus und nach rechts · Strecke |                      | ← Hambachbahn                                         | ← Hambachbahn                                         |
| Abzweig ehemals geradeaus und nach links · Blockstelle quer · Kreuzung geradeaus oben |                      | Niederaußem → Übergabe DB                             | Niederaußem → Übergabe DB                             |
| ehemalige Betriebsstelle Strecke bis hier außer Betrieb · Strecke |                      | ehemaliger Tagebau Bergheim                           | ehemaliger Tagebau Bergheim                           |
| Strecke nach links · Strecke quer · Abzweig geradeaus, ehemals nach rechts und von rechts | 14,8                 |                                                       |                                                       |
| Betriebsstelle Streckenanfang und quer (Strecke außer Betrieb) · Abzweig geradeaus und ehemals nach rechts |                      | ehemalige Grube Fischbach                             | ehemalige Grube Fischbach                             |
| Kreuzung geradeaus oben |                      | Horremer Brücke über L 361 und DB-Strecke Aachen–Köln | Horremer Brücke über L 361 und DB-Strecke Aachen–Köln |
| Brücke |                      | A 4                                                   | A 4                                                   |
| Betriebsstelle Streckenanfang und quer · Abzweig geradeaus, nach rechts und von rechts | 6,6                  | Betriebswerk Grube Carl                               | Betriebswerk Grube Carl                               |
| Betriebsstelle Streckenanfang und quer · Abzweig geradeaus und nach rechts |                      | ehemaliger Tagebau Frechen                            | ehemaliger Tagebau Frechen                            |
| Strecke von links · Kreuzung geradeaus oben · Blockstelle quer | 4,3                  | zur Strecke Köln-Frechen ↔ Übergabe HGK               | zur Strecke Köln-Frechen ↔ Übergabe HGK               |
| Strecke nach links · Abzweig geradeaus und von rechts |                      |                                                       |                                                       |
| Brücke |                      | A 1                                                   | A 1                                                   |
| Dienststation / Betriebs- oder Güterbahnhof | 0,0                  | Kw. Goldenberg (Stw. Go-West)                         | Kw. Goldenberg (Stw. Go-West)                         |
| Abzweig geradeaus und nach links · Strecke von rechts |                      |                                                       |                                                       |
| Abzweig geradeaus, nach links und von links · Strecke nach rechts |                      |                                                       |                                                       |
| Strecke |                      | Schwarze Bahn nach Hürth                              | Schwarze Bahn nach Hürth                              |

Die Nord-Süd-Bahn ist eine Werksbahn der RWE Power (vormals Rheinbraun) im Rheinischen Braunkohlerevier. Zusammen mit der in Ost-West-Richtung verlaufenden Hambachbahn dient sie dem Transport von Braunkohle und Abraum zwischen den verschiedenen Tagebauen, Braunkohlekraftwerken und sonstigen Einrichtungen des Reviers.

## Streckenverlauf

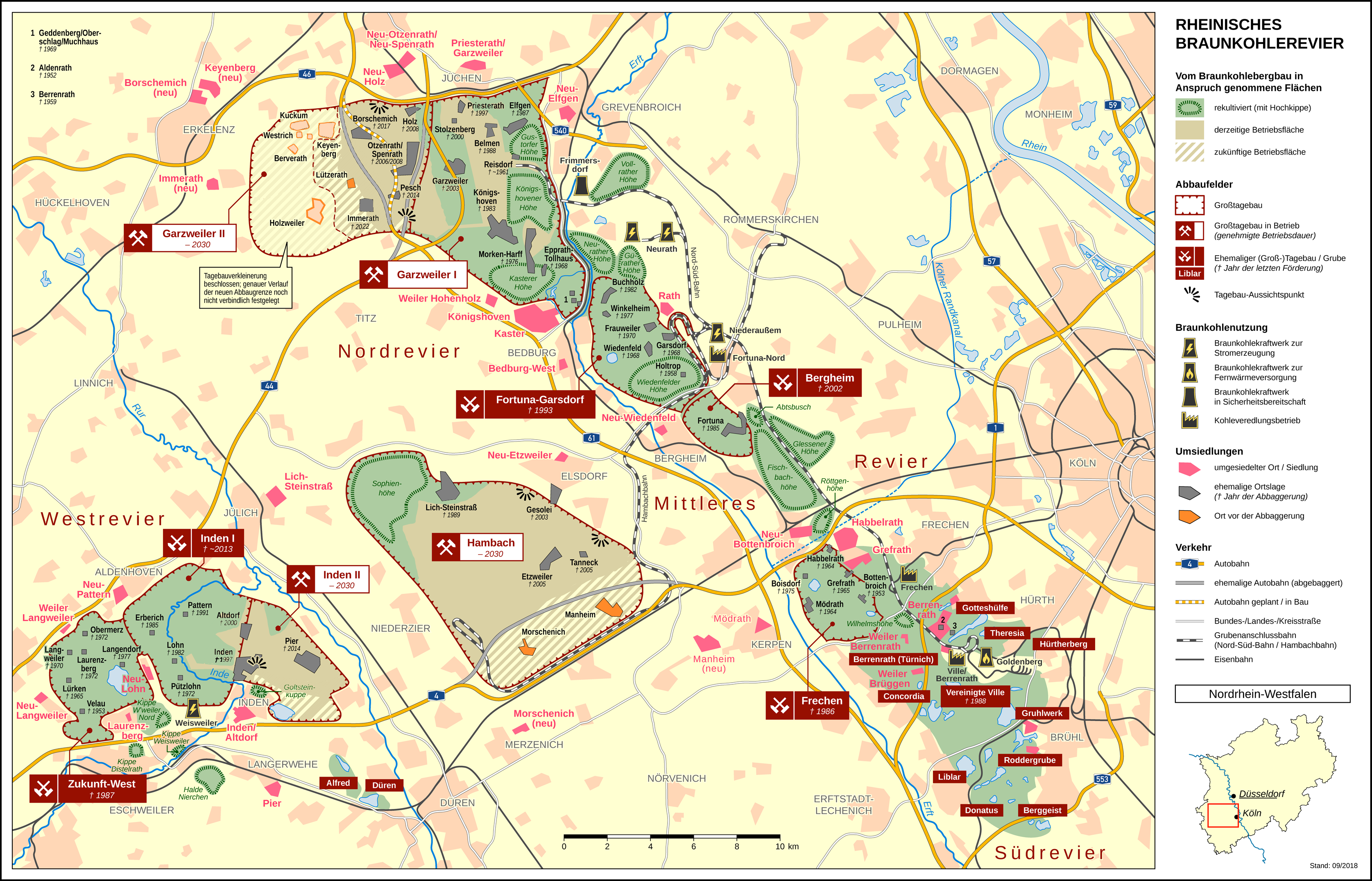
Die Nord-Süd-Bahn im Rheinischen Braunkohlerevier

Die Strecke verläuft etwa in Süd-Nord-Richtung vom Kraftwerk Goldenberg (Go-Werk) in Hürth-Knapsack an den Kohleveredlungsbetrieben Ville/Berrenrath, Frechen und Fortuna-Nord, an den Kraftwerken Niederaußem, Neurath und Frimmersdorf sowie verschiedenen stillgelegten Braunkohlegruben vorbei bis zum Verladepunkt am Tagebau Garzweiler.
Die Streckenlänge beträgt insgesamt etwa 31 Kilometer:
- Stellwerk Go-West 0,00 km
- Stellwerk (Stw.) Fri 31,00 km

Im Bereich des Kraftwerks Niederaußem zwischen den Bergheimer Stadtteilen Niederaußem und Auenheim trifft die Nord-Süd-Bahn in einem Gleisdreieck an der Glessener Höhe auf die Hambachbahn, die zum Tagebau Hambach führt. Im Bereich Niederaußem besteht über den Übergabebahnhof Niederaußem an der ehemaligen Eisenbahnstrecke Rommerskirchen – Bergheim ein weiterer Anschluss ans Netz der Deutschen Bahn.
Am Endpunkt der Nord-Süd-Bahn am Tagebau Garzweiler besteht über den Bahnhof Gustorf ein Anschluss an die Bahnstrecke Düren–Neuss.
Der tiefste Punkt der Nord-Süd-Bahn ist der Übergabebahnhof Frimmersdorf, 70 m höher liegt der höchste Punkt: die Horremer Brücke über die DB-Strecke Aachen – Köln und die parallel dazu verlaufende L 361 (die zum Zeitpunkt des Baus noch die B 55 war).

## Bau und Betrieb
Die Nord-Süd-Bahn wurde ab Ende 1952 von der Roddergrube, einer der Vorgängerunternehmen der späteren Rheinbraun, erbaut. Sie wurde in Normalspur errichtet, aber für extrem hohe Achslasten ausgelegt (über 30 t) und erlaubt eine Fahrzeugbreite von 4 m, also erheblich mehr als die DB. Der erste Bauabschnitt von Fortuna-Nord bis zur Hauptwerkstätte Grefrath wurde 1954 fertiggestellt. Er beinhaltete die Überquerung der DB-Hauptstrecke Aachen – Köln mit einer 170 m langen Spannbetonbrücke, deren Stützweite von 85 m deutlich größer war als bei allen bisher gebauten Eisenbahn-Spannbetonbrücken weltweit. Nachdem diese Brücke Anfang 1954 fertig war, wurde ab Mitte 1954 der darunter liegende Königsdorfer Tunnel der DB durch einen Einschnitt ersetzt. Dieser war beim Bau der Brücke bereits berücksichtigt worden, ebenso die Forderung der DB, genügend Platz für einen späteren viergleisigen Ausbau der Hauptbahn zu lassen (zu dem es ein knappes halbes Jahrhundert später auch kam).

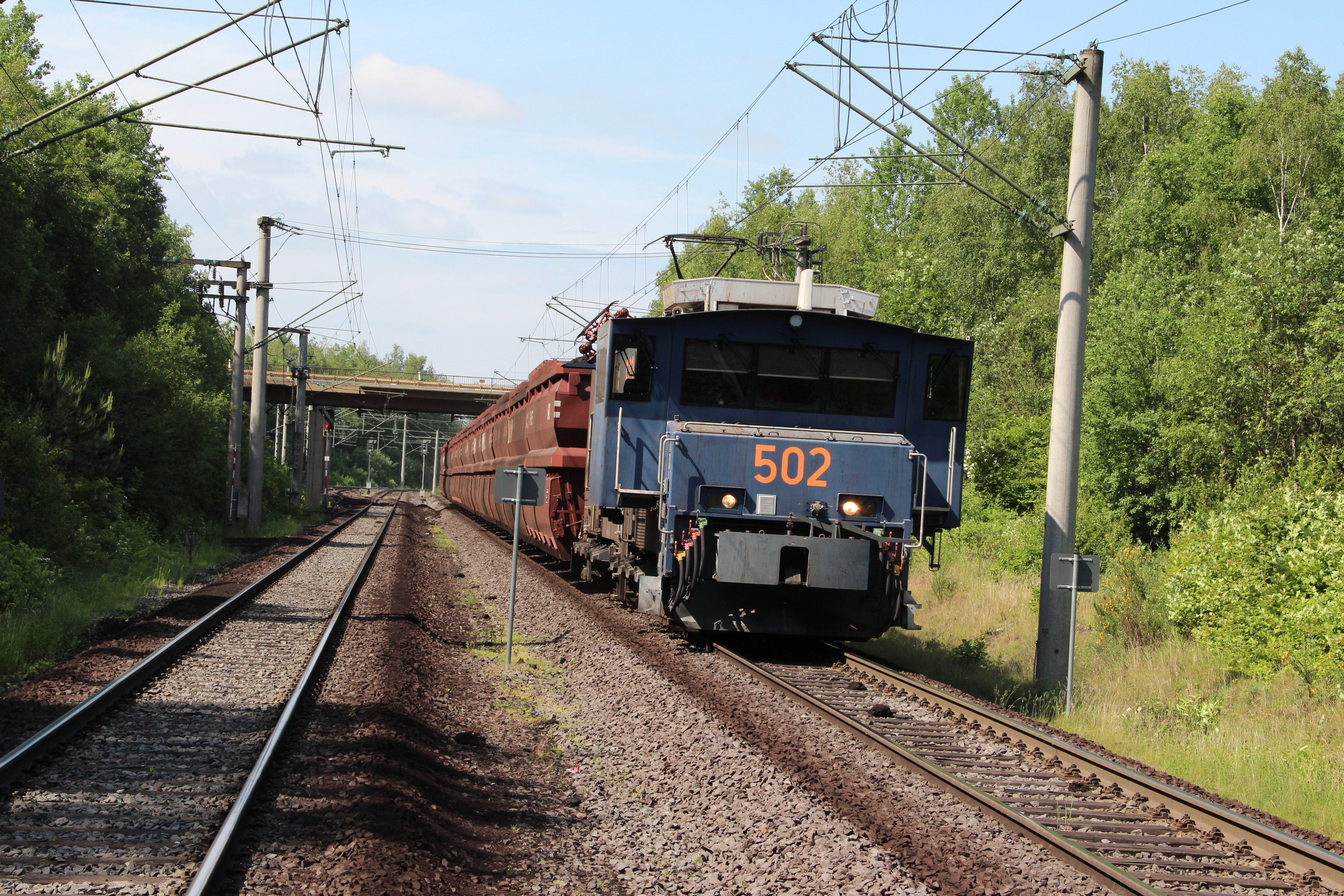
E-Lok 502 auf der Nord-Süd-Bahn in Hürth

In den folgenden drei Jahren wurde die Nord-Süd-Bahn an beiden Enden erweitert, so dass die erste Fahrt auf der gesamten Länge von Frimmersdorf bis ins Südrevier am 15. August 1957 stattfinden konnte. Seitdem wird die Bahn elektrisch mit Einphasenwechselstrom von 50 Hz und einer Spannung von 6,6 kV betrieben. Der Betrieb erfolgt wegen dieser Besonderheit mit den RWE-eigenen Triebfahrzeugen.
Gelegentlich werden auch Sonderfahrten mit historischen Dieseltriebwagen durchgeführt. Des Weiteren werden die Fahrzeuge der RheinCargo (RHC) von der  Schwarzen Bahn (ehemaliger Streckenteil der KBE) zur Bahnstrecke Köln–Frechen (ehemaliger Streckenteil der KFBE) auf der Nord-Süd-Bahn ausgetauscht. Sonderfahrten mit Dampflokomotiven sind wegen der Funkenfluggefahr nur für ölbefeuerte Dampflokomotiven erlaubt.